# Kurnool (Distrikt)
Der Distrikt Kurnool (Telugu కర్నూలు జిల్లా Karnūlu Jillā) ist ein Distrikt im indischen Bundesstaat Andhra Pradesh. Verwaltungssitz ist die namensgebende Stadt Kurnool.

## Geographie

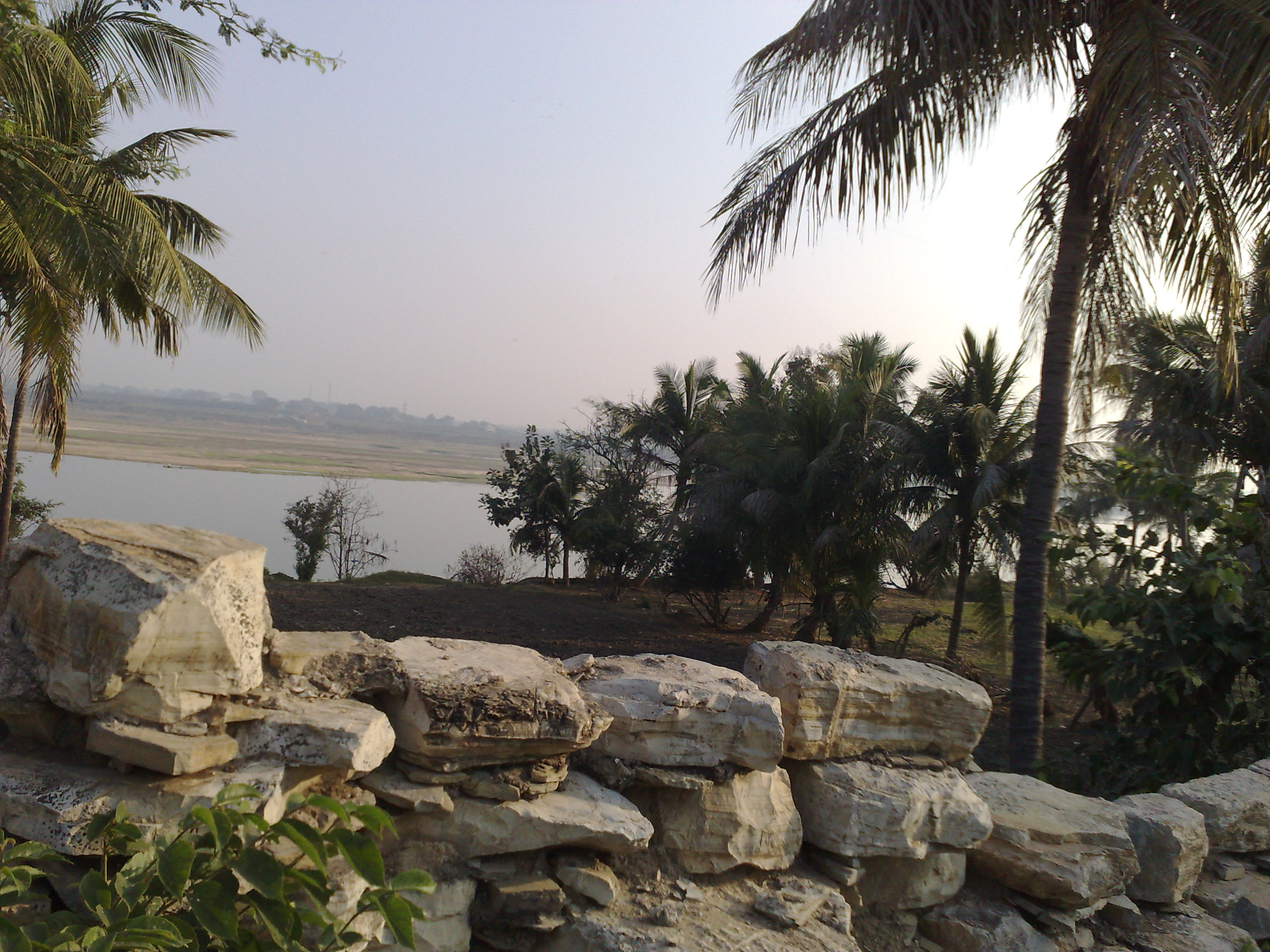
Am Ufer des Tungabadhra

Der Distrikt liegt im Südwesten von Andhra Pradesh an der Grenze zu den benachbarten Bundesstaaten Karnataka und Telangana. Die angrenzenden Distrikte sind Nandyal im Osten, Anantapur im Süden, Jogulamba Gadwal in Telangana im Norden und Chitradurga sowie Ballari (beide in Karnataka) im Westen.
Die Hauptflüsse des Distrikts sind die in östliche Richtung fließenden Flüsse Tungabhadra und Krishna. Der Tungabardhra bildet nach der Vereinigung mit dem von Süden kommenden Fluss Handri bzw. Peddavanka bei der Stadt Kurnool einen Seitenarm des Krishna. Die Vegetation im westlichen Teil des Distrikts ist deutlicher spärlicher als im östlichen, regenreicheren Teil. Im Jahr 2020/21 waren nach offiziellen Angaben 320,62 km² (4,0 Prozent der Distriktfläche) von Wald bedeckt.
Das Klima gilt als überwiegend angenehm. Die heißesten Monate sind April und Mai, in denen die Temperaturen zwischen 26 und 41 °C liegen, und die kältesten sind Dezember und Januar mit Temperaturen zwischen 17 und 31 °C. Der mittlere Jahresniederschlag liegt bei 615 mm. Es gibt zwei Regenzeiten: die Zeit des Südwestmonsuns zwischen Juni und September mit durchschnittlich 401 mm Niederschlag (65 % des Jahresmittels) und die Zeit des Nordostmonsuns von Oktober bis Dezember mit durchschnittlich 147 mm Niederschlag (24 % des Jahresmittels). Der Rest des Jahres ist weitgehend trocken.

## Geschichte und Entstehung

Distrikt Kurnool vor 2022

Das Gebiet des späteren Distrikts kam im Vertrag von Hyderabad vom 12. Oktober 1800, in dem der Nizam von Hyderabad umfangreiche Gebiete (die sogenannten „Ceded Districts“) im Gegenzug für militärische und finanzielle Unterstützung dauerhaft an die Britische Ostindien-Kompanie abtrat, unter britische Herrschaft. Später wurde der Verwaltungsdistrikt Kurnool gebildet, der administrativ zur Präsidentschaft bzw. später Provinz Madras gehörte. Nach der Unabhängigkeit Indiens 1947 kam der Distrikt zum Bundesstaat Madras. 1953 bis 1956 war er Teil des kurzlebigen Bundesstaats Andhra und seit 1956 gehört der Distrikt zum Bundesstaat Andhra Pradesh. Am 2. Februar 1970 gingen Teile des Distriktgebiets an den neu gebildeten Distrikt Prakasam. Im Jahr 1985 wurden die damals existierenden 13 Taluks zu 54 Mandals reorganisiert. Zum 4. April 2022 erfolgte eine umfassende Distrikt-Reorganisation in ganz Andhra Pradesh, wodurch sich die Zahl der Distrikte von 13 auf 26 verdoppelte. Aus den östlichen 29 Mandals von Kurnool wurde der neue Distrikt Nandyal gebildet. Der Distrikt Kurnool verkleinerte sich dadurch auf 26 Mandals, die Distriktfläche verringerte sich von 17.658 km² auf 7977 km² und die Bevölkerung von 4.053.463 auf 2.271.686.

## Bevölkerung
Bei der Volkszählung 2011 hatte der Distrikt in seinen späteren Grenzen ab 2022 2.271.686 Einwohner (1.141.778 männlich, 1.129.908 weiblich). 764.101 Einwohner lebten in städtischen und 1.507.585 in ländlichen Siedlungen. 398.154 Personen gehörten zu den registrierten unterprivilegierten Kasten (scheduled castes) und 30.047 zur registrierten indigenen Stammesbevölkerung (scheduled tribes, Adivasi). In Bezug auf die Religionszugehörigkeit wurden 1.904.197 Hindus, 334.762 Muslime, 18.869 Christen, 436 Sikhs, 138 Buddhisten, 2041 Jainas, 335 andere, sowie 10.908 ohne Angabe gezählt.

## Verwaltung

### Mandals
Im Jahr 2023 war der Distrikt in drei Divisionen und 26 Mandals unterteilt:
- Division Adoni mit den neun Mandals Adoni, Gonegandla, Holagonda, Kosigi, Kowthalam, Mantralayam, Nandavaram, Peddakadubur, Yemmiganur,
- Division Pattikonda mit den neun Mandals Alur, Aspari, Chippagiri, Devanakonda, Halaharvi, Maddikera, Pattikonda, Tuggali, Krishnagiri,
- Division Kurnool mit den acht Mandals C. Belagal, Gudur, Kallur, Kodumur, Kurnool, Orvakal, Veldurthi, Kurnool Urban.

### Städtische Siedlungen
Im Distrikt gab es im Jahr 2021 vier größere Städte: eine Municipial Corporation (MC) und drei Municipalities (MC).
- Adoni (M)
- Gudur (M)
- Kurnool (MC)
- Yemmiganur (M)

## Wirtschaft
Im Jahr 2020/21 wurden 5024,07 km² (63 Prozent der Distriktfläche) für den Ackerbau genutzt, davon 377,87 km² mit mehr als einer Aussaat pro Jahr.  Die flächenmäßig bedeutendsten Agrarprodukte waren Baumwolle (2509 km²), Erdnüsse (997 km²), Kichererbsen (Bengal gram, 754 km²), Straucherbsen (red gram, 209 km²) und Reis (189 km²). Der Großteil der landwirtschaftlichen Betriebe (bis 2 ha). 979,18 km² wurden im Bewässerungsfeldbau betrieben. Die gehaltenen Nutztiere waren überwiegend Schafe und Ziegen sowie Geflügel und in geringerem Maße Kühe und Büffel.